# Wedelia acapulcensis
Wedelia acapulcensis là một loài thực vật có hoa trong họ Cúc. Loài này được Kunth miêu tả khoa học đầu tiên năm 1820.